# Meryl Streep
Meryl Streep, ameriška filmska igralka, * 22. junij 1949, Summit, New Jersey, ZDA.
Številni kritiki jo imajo za eno največjih filmskih igralk vseh časov.

## Življenje
Rodila se je kot Mary Louise Streep. Starša Harry in Mary sta svoje tri otroke - najstarejšo Mary Louise, Harryja III. in Dana že od otroštva navduševala nad umetnostjo in književnostjo. Njuna  prizadevanja so rodila sadove, saj je Meryl že od malega kazala ogromen talent. Pri dvanajstih je navdušila ne samo starše in sošolce, pač pa celotno publiko, ko je v šolski predstavi zapela pesem Sveta noč v francoščini in požela svoj prvi velik aplavz.
Nastop ji je odprl vrata do mednarodno priznane učiteljice petja Estelle Liebling, ki je Meryl več let poučevala solo petje. Z igranjem se je Meryl pričela ukvarjati v srednji šoli v Bernardsvillu, nato pa je nadaljevala šolanje na kolidžu Vassar. Leta 1972 je nadaljevala študij na prestižni ameriški Univerzi Yale. Diplomirala je leta 1975. Istega leta se je preselila v New York, kjer je dobila svojo prvo gledališko vlogo v predstavi Trelawney of the Wells. Po odličnih kritikah je svojo gledališko pot nadaljevala v gledališču Phoenix, kjer je igrala v drami 27 Wagons Full of Cotton (Tennessee Williams), za katero je bila nominirana za nagrado tony, in A Memory of Two Mondays (Arthur Miller). Igralkin izjemen talent je zbudil zanimanje med filmskimi ustvarjalci in njena prva filmska vloga je bila v filmu Julija z Jane Fonda (1977). Meryl nikakor ni bila navdušena nad svojim prvim filmskim nastopom in je bila prepričana, da tega ne bo nikoli več počela. A je že kmalu za tem sprejela novo vlogo, tokrat v televizijski priredbi Uncommon Women and Others avtorice Wendy Wasserstein.
Njena druga vloga na velikem platnu je prišla kaj kmalu, in sicer leta 1978 in ji je prinesla prvo nominacijo za nagrado ameriške filmske akademije oskar, nominacijo za zlati globus in nagrado Britanske akademije. V filmu Lovec na jelene je nastopila ob izjemnih igralcih, kot so Robert De Niro, Christopher Walken in John Savage.
Njen naslednji projekt je bila še ena televizijska vloga. V pretresljivi miniseriji Holokavst je svoj lik tako prepričljivo upodobila, da si je leta 1979 prislužila prvo nagrado emmy. Istega leta se je Meryl omožila s kiparjem Donaldom Gummerjem in rodila prvega otroka - Henryja ter si vzela nekaj časa za oddih. Sprejela je nekaj manjših vlog, velika vrnitev pa je sledila kaj kmalu, saj je že leta 1979 posnela Kramer proti Kramerju, v katerem je prepričljivo upodobila mlado žensko, ki zapusti moža in otroka, da bi našla samo sebe. Čeprav se v filmu pojavlja le slabih dvajset minut, je navdušila občinstvo in kritike in si prislužila prvega oskarja, zlati globus in kopico drugih nagrad.
Njena prva glavna vloga je prišla šele leta 1981, ko je zaigrala v filmu Žena francoskega poročnika, ki ji je prinesel že tretjo nominacijo za oskarja. Leta 1980 je režiser Alan J. Pakula pričel s pripravami na nov film o holokavstu, in sicer po knjižni predlogi Williama Styrona. Vlogo mlade poljske ženske Sofije Zawistowske, ki je preživela trpljenje v nemškem koncentracijskem taborišču, je sprva želel zaupati mladi poljski igralki. Za vlogo so se borila številna znana imena, med drugim Barbra Streisand, a se je Pakula po tem, ko Poljakinja ni dobila vize, odločil za Meryl, ki se je znova izvrstno odrezala. Izjemen posluh za jezike ji je pomagal, da v filmu tekoče govori dva tuja jezika. Njena upodobitev lika pa je bila ponovno srce parajoča. Za film Sofijina odločitev je tako prejela že drugega oskarja ter številne ostale nagrade.
Osemdeseta leta 20. stoletja so Meryl prinesla kup novih vlog ter nove nominacije in nagrade. Med letoma 1984 in 1991 je tako prejala pet nominacij za oskarja, in sicer za filme Silkwood, Moja Afrika, Ironweed, Krik v temi in Razglednice iz pekla. Sledilo je nekaj manj opaznih vlog, dokler se leta 1995 ni znova vrnila v velikem slogu kot Francesca Johnson v filmu Clinta Eastwooda Najini mostovi, za katerega je prejela že svojo deseto nominacijo za oskarja. Ob koncu devetdesetih let si je Meryl znova privoščila manjši predah ter se v novem tisočletju vrnila z novimi opaznimi vlogami v filmih Prilagajanje, Ure do večnosti in Mandžurski kandidat.
Meryl je vsekakor poglavje zase. Nekateri jo obožujejo, drugi sovražijo. Dejstvo pa je, da je zagotovo ena najboljših igralk vseh časov. Njena možnost kameleonske preobrazbe osebnosti ji je do sedaj prinesla kup nepozabnih vlog, za katere je prejela kar 21 nominacij za oskarja in tako postala svojevrstna rekorderka. Decembra 2008 je postavila še en rekord, saj je s svojo 23. nominacijo za nagrado zlati globus prehitela dotedanjega rekorderja Jacka Lemmona, doslej pa je bila za omenjeno nagrado nominirana že kar 30 krat. Januarja 2010 je z osvojenim 7. zlatim globusom prehitela Jacka Nicholsona. Leta 2012 je prejela že svoj 8. zlati globus in svojega 3. oskarja za vlogo v filmu Železna lady.

## Najodmevnejši filmi
- Kar naj govorijo, Let Them All Talk (2020) - Alice
- The Prom (2020) - Dee Dee Allen
- Čas deklištva, Little Women (2019) - teta March
- The Laundromat (2019) - Ellen Martin
- Mary Poppins se vrača, Mary Poppins Returns (2018) - sestrična Topsy
- Mamma Mia! Spet začenja se, Mamma Mia! Here We Go Again (2018) - Donna
- Zamolčani dokumenti, The Post (2017) - Kay Graham
- Slavno neslavna Florence, Florence Foster Jenkins (2016) - Florence Foster Jenkins
- Sufražetke, Suffragette (2015) - Emmeline Pankhurst
- Rokerica, Ricki and the Flash (2015) - Ricki
- Zgodbe iz hoste, Into the Woods (2014) - čarovnica
- Varuh spominov, The Giver (2014) - Chief Elder
- Avgust: okrožje Osage, August: Osage County (2013) - Violet Weston
- Kako začiniti zakon, Hope Springs (2012) - Kay
- Železna lady, The Iron Lady (2011) - Margaret Thatcher
- Meryl Streep z nekdanjim predsednikom ZDA Barackom Obamo.Ljubezen, ločitev in nekaj vmes, It's Complicated (2009) - Jane
- Fantastični gospod Fox, Fantastic Mr. Fox (2009) - gospa Fox (glas)
- Julie in Julia, Julie & Julia (2009) - Julia Child
- Dvom, Doubt (2008) - sestra Alojzija Beauvier
- Mamma Mia!, Mamma Mia! (2008) - Donna
- Jagenjčki in levi, Lions for Lambs (2007) - Janine Roth
- Ugrabitev, Rendition (2007) - Corrine Whitman
- Večer, Evening (2007) - Lila Wittenborn
- Temna snov, Dark Matter (2007) - Joanna Silver
- Huda mravljica, The Ant Bully (2006) - Kraljica mravlja (glas)
- Hudičevka v Pradi, The Devil Wears Prada (2006) - Miranda Priestly
- Radijski šov, A Prairie Home Companion (2006) - Yolanda Johnson
- Snaha, da te kap, Prime (2005) - Lisa Metzger
- Lemony Snicket: Zaporedje nesrečnih dogodkov, Lemony Snicket's A Series of Unfortunate Events (2004) - teta Josephine
- Mandžurski kandidat, The Manchurian Candidate (2004) - Eleanor Shaw
- Kot rit in srajca, Stuck on you (2003) - igrala samo sebe
- Angeli v Ameriki, Angels in America (2003) - miniserija - rabin Isidor Chemelwitz / Hannah Porter Pitt / Ethel Greenglass Rosenberg / avstralski angel
- Ure do večnosti, The Hours (2002) - Clarissa Vaughan
- Prilagajanje, Adaptation (2002) - Susan Orlean
- Glasba mojega srca,  Music of the Heart (1999) - Roberta Guaspari
- Prava stvar, One True Thing (1998) - Kate Gulden
- Marvinova soba, Marvin's Room (1996) - Lee
- Najini mostovi, The Bridges of Madison County (1995) - Francesca Johnson
- Divja reka, The River Wild (1994) - Gail
- Smrt ji lepo pristoji, Death Becomes Her (1992) - Madeline Ashton
- Razglednice iz pekla, Postcards from the Edge (1990) - Suzanne Vale
- Hudičevka, She-Devil (1989) - Mary Fisher
- Krik v temi, A Cry in the Dark (1988) - Lindy Chamberlain
- Ironweed, (1987) - Helen Archer
- Moja Afrika, Out of Africa (1985) - Karen Dinesen Blixen
- Izobilje, Plenty (1985) - Susan Traherne
- Falling in Love (1984) - Molly Gilmore
- Silkwood (1983) - Karen Silkwood
- Sofijina odločitev, Sophie's Choice (1982) - Sofija
- Žena francoskega poročnika, The French Lieutenant's Woman (1981) - Sarah/Anna
- Kramer proti Kramerju, Kramer vs. Kramer (1979) - Joanna Kramer
- Holokavst, Holocaust (1978) - miniserija - Inga Helms Weiss
- Lovec na jelene, The Deer Hunter (1978) - Linda
- Julija, Julia (1977) - Anne Marie

## Nagrade in priznanja

### Nagrade in nominacije za oskarja
1. 1979, nominirana za stransko žensko vlogo, Lovec na jelene
2. 1982, nominirana za glavno žensko vlogo, Žena francoskega poročnika
3. 1984, nominirana za glavno žensko vlogo, Silkwood
4. 1986, nominirana za glavno žensko vlogo, Moja Afrika
5. 1988, nominirana za glavno žensko vlogo, Ironweed
6. 1989, nominirana za glavno žensko vlogo, Krik v temi
7. 1991, nominirana za glavno žensko vlogo, Razglednice iz pekla
8. 1996, nominirana za glavno žensko vlogo, Najini mostovi
9. 1999, nominirana za glavno žensko vlogo, Prava stvar
10. 2000, nominirana za glavno žensko vlogo, Glasba mojega srca
11. 2003, nominirana za stransko žensko vlogo, Prilagajanje
12. 2007, nominirana za glavno žensko vlogo, Hudičevka v Pradi
13. 2009, nominirana za glavno žensko vlogo, Dvom
14. 2010, nominirana za glavno žensko vlogo, Julie in Julia
15. 2014, nominirana za glavno žensko vlogo, Avgust: okrožje Osage
16. 2015, nominirana za stransko žensko vlogo, Zgodbe iz hoste
17. 2017, nominirana za glavno žensko vlogo, Slavno neslavna Florence
18. 2018, nominirana za glavno žensko vlogo, Zamolčani dokumenti

- 1980, oskar za stransko žensko vlogo, Kramer proti Kramerju, Kramer vs Kramer
- 1983, oskar za glavno žensko vlogo, Sofijina odločitev, Sophie's Choice
- 2012, oskar za glavno žensko vlogo, Železna Lady, The Iron Lady

### Ostale pomembnejše nagrade
- 2017, Cecil B. DeMille Award
- 2012, zlati globus za glavno žensko vlogo v drami, Železna lady
- 2010, zlati globus za glavno žensko vlogo v muzikalu ali komediji, Julie & Julia
- 2009, Screen Actors Guild Award, najboljša glavna igralka, Dvom
- 2009, People's Choice Award, najljubša pesem iz filma, pesem Mamma Mia iz filma Mamma Mia
- 2008, Britanski National Movie Awards - najboljša ženska izvedba, Mamma Mia
- 2007, zlati globus za glavno žensko vlogo v muzikalu ali komediji, Hudičevka v Pradi
- 2004, nagrada za življenjsko delo, podelil Ameriški filmski inštitut
- 2004, emmy za glavno žensko vlogo v miniseriji ali filmu, Angeli v Ameriki
- 2004, zlati globus za igralko v miniseriji ali TV filmu, Angeli v Ameriki
- 2003, srebrni berlinski medved za najboljšo igralko, Ure do večnosti
- 2003, zlati globus za stransko žensko vlogo, Prilagajanje
- 1990, People's Choice Award, najljubša filmska igralka
- 1989, People's Choice Award, najljubša filmska igralka
- 1989, nagrada Filmskega festivala v Cannesu za najboljšo igralko, Krik v temi
- 1987, People's Choice Award, najljubša filmska igralka
- 1986, People's Choice Award, najljubša filmska igralka
- 1985, People's Choice Award, najljubša filmska igralka
- 1984, People's Choice Award, najljubša filmska igralka
- 1983, zlati globus za glavno žensko vlogo, Sofijina odločitev
- 1982, bafta za glavno žensko vlogo, Žena francoskega poročnika
- 1982, zlati globus za glavno žensko vlogo, Žena francoskega poročnika
- 1980, zlati globus za stransko žensko vlogo, Kramer proti Kramerju
- 1978, emmy za glavno žensko vlogo v seriji, Holokavst